# 멧돼지속
멧돼지속(Sus)은 돼지와 멧돼지 등을 포함하는 멧돼지과의 한 속이다. 10종의 멧돼지과 포유류로 이루어져 있다.

## 하위 종
- 팔라완수염돼지 (Sus ahoenobarbus)
- 보르네오수염돼지 또는 수염멧돼지 (Sus barbatus)
- 외드멧돼지 (Sus bucculentus)
- 비사야워티피그 (Sus cebifrons)
- 술라웨시워티피그 또는 셀레베스위티피그 (Sus celebensis)
  - 티모르워티피그 (Sus celebensis timoriensis)
- 플로레스워티피그 (Sus heureni)
- 올리버워티피그 (Sus oliveri)
- 필리핀워티피그 (Sus philippensis)
- 멧돼지 (Sus scrofa)
  - 돼지 (Sus scrofa domesticus)
- 자바워티피그 (Sus verrucosus)

기존의 아기멧돼지 또는 난쟁이멧돼지 (Sus salvanius)는 이제 별도의 아기멧돼지속(Porcula)의 유일종 아기멧돼지(Porcula salvania)으로 분류한다.

## 같이 보기
- 바비루사속
- 강멧돼지
- 미니돼지
- 페커리
- 덤불멧돼지
- 멧돼지